# ハーチェク
ハーチェク（チェコ語: háček）は、ダイアクリティカルマーク（発音区別符号）のひとつである。主にチェコ語やスロバキア語などで用いられる記号である。
チェコ語では「ハーチェク」（háček）、スロバキア語では「メクチェニ」（mäkčeň）または「ハーチク」（háčik）、英語では「キャロン」（caron）と呼ばれる。

## 概要
「ハーチェク」という名称は、チェコ語で「かぎ（鈎）」を意味する hák に指小辞がついた háček 「小さなかぎ」に由来する。英語では「キャロン」（caron）と言うが語源は明らかでない。
ヤン・フスがチェコ語に使い始めたが、とくに č, š, ž の3つはスラブ諸語を中心として多くの言語の正書法で採用されている。
記号は小さなv字であるが、チェコ語やスロバキア語で使われる ď, ť では小文字が、スロバキア語でのみ使われる Ľ では大文字も小文字もアポストロフィーのような形になる。これらの字も最初はハーチェクの形をしていた。
ブレーヴェ（˘）は、とがっておらず丸くなっており、別の記号である。

## 各言語における用法
エストニア語、フィンランド語
š, ž を使用するが、借用語のみに現れる。
スコルト・サーミ語
ǩ, ǧ, č, ǯ, š, ž を使用する。ǩ, ǧ は口蓋化した /c͡ç/, /ɟ͡ʝ/ を表す。č, ǯ, š, ž はそれぞれ /tʃ/, /dʒ/, /ʃ/, /ʒ/ を表す。
スロバキア語
č, ď, dž, ľ, ň, š, ť, ž を使用する。チェコ語にない ľ は、口蓋化した /ʎ/ を表す。なお dž はアルファベットの10番目に位置する独立した文字として扱われ、/dʒ/ を表す。
スロベニア語
č, š, ž を使用する。
セルビア・クロアチア語
č, dž, š, ž を使用する。
チェコ語
č, ď, ě, ň, ř, š, ť, ž を使用する。č, š, ž はそれぞれ /tʃ/, /ʃ/, /ʒ/ を表す。ť, ď, ň は口蓋化した /c/, /ɟ/, /ɲ/ を表す。ř はチェコ語に特徴的な「歯茎ふるえ摩擦音」/r̝/ を表す。ě は歴史的に口蓋化した母音であったが、現在のチェコ語では前後の環境によって異なる音を表す。
中国語
倒折音符（Dǎozhéyīnfú）といい、注音や拼音で、第三声（上声）を表す声調記号である。拼音には ǎ, ě, ê̌, ǐ, ň, ǒ, ǔ, ǚ が存在する。
トルクメン語
ž で /ʒ/ を表す（トルコ語では j）。
ラトガリア語、ラトビア語、リトアニア語
č, š, ž を使用する。
リヴォニア語
š, ž を使用する。

## 音声記号
国際音声記号では、補助記号として使われる。
- 文字の上に付され、上昇調を表す声調記号として使われる。
- 文字の下に付され、有声を表す。

アメリカの言語学者が使う記号では、č, ǰ, š, ž によってそれぞれ /tʃ/, /dʒ/, /ʃ/,  /ʒ/ を表す。č, ǰ は英語ではひとつの音素であるので、1文字で書けるのは都合がよい。

## 符号位置
| 記号 | Unicode | JIS X 0213 | 文字参照       | 名称                                             |
| ---- | ------- | ---------- | -------------- | ------------------------------------------------ |
| ˇ    | U+02C7  | 1-10-17    | &#x2C7; &#711; | キャロン CARON                                   |
| ̌     | U+030C  | 1-11-62    | &#x30C; &#780; | キャロン(合成可能), 声調上昇調 COMBINING CARON   |
| ̬     | U+032C  | 1-11-72    | &#x32C; &#812; | 下キャロン(合成可能), 有声 COMBINING CARON BELOW |

| 大文字 | Unicode | JIS X 0213 | 文字参照                | 小文字 | Unicode | JIS X 0213 | 文字参照                | 備考                                                                                             |
| ------ | ------- | ---------- | ----------------------- | ------ | ------- | ---------- | ----------------------- | ------------------------------------------------------------------------------------------------ |
| Ǎ      | U+01CD  | 1-8-79     | &#x1CD; &#461;          | ǎ      | U+01CE  | 1-8-80     | &#x1CE; &#462;          | 中国語(拼音)                                                                                     |
| Č      | U+010C  | 1-10-29    | &#x10C; &#268;          | č      | U+010D  | 1-10-44    | &#x10D; &#269;          | チェコ語、スロヴァキア語、スロベニア語、クロアチア語、リトアニア語他                             |
| Ď      | U+010E  | 1-10-32    | &#x10E; &#270;          | ď      | U+010F  | 1-10-47    | &#x10F; &#271;          | チェコ語、スロヴァキア語                                                                         |
| Ǆ      | U+01C4  | -          | &#x1C4; &#452;          | ǆ      | U+01C6  | -          | &#x1C6; &#454;          | スロヴァキア語、クロアチア語                                                                     |
| Ě      | U+011A  | 1-10-31    | &#x11A; &#282;          | ě      | U+011B  | 1-10-46    | &#x11B; &#283;          | チェコ語、中国語(拼音)                                                                           |
| Ǧ      | U+01E6  | -          | &#x1E6; &#486;          | ǧ      | U+01E7  | -          | &#x1E7; &#487;          | スコルト・サーミ語                                                                               |
| Ȟ      | U+021E  | -          | &#x21E; &#542;          | ȟ      | U+021F  | -          | &#x21F; &#543;          |                                                                                                  |
| Ǩ      | U+01E8  | -          | &#x1E8; &#488;          | ǩ      | U+01E9  | -          | &#x1E9; &#489;          | スコルト・サーミ語                                                                               |
| Ǐ      | U+01CF  | -          | &#x1CF; &#463;          | ǐ      | U+01D0  | 1-8-81     | &#x1D0; &#464;          | 中国語(拼音)                                                                                     |
| Ľ      | U+013D  | 1-10-4     | &#x13D; &#317;          | ľ      | U+013E  | 1-10-15    | &#x13E; &#318;          | スロヴァキア語                                                                                   |
| Ň      | U+0147  | 1-10-34    | &#x147; &#327;          | ň      | U+0148  | 1-10-50    | &#x148; &#328;          | チェコ語、スロヴァキア語、中国語(拼音)                                                           |
| Ǒ      | U+01D1  | 1-8-86     | &#x1D1; &#465;          | ǒ      | U+01D2  | 1-8-87     | &#x1D2; &#466;          | 中国語(拼音)                                                                                     |
| Ř      | U+0158  | 1-10-46    | &#x158; &#344;          | ř      | U+0159  | 1-10-52    | &#x159; &#345;          | チェコ語                                                                                         |
| Š      | U+0160  | 1-10-6     | &Scaron: &#x160; &#352; | š      | U+0161  | 1-10-18    | &scaron; &#x161; &#353; | チェコ語、スロヴァキア語、スロベニア語、クロアチア語、リトアニア語、フィンランド語、エストニア語 |
| Ṧ      | U+1E66  | -          | &#x1E66; &#7782;        | ṧ      | U+1E67  | -          | &#x1E67; &#7783;        |                                                                                                  |
| Ť      | U+0164  | 1-10-8     | &#x164; &#356;          | ť      | U+0165  | 1-10-20    | &#x165; &#357;          | チェコ語、スロヴァキア語                                                                         |
| Ǔ      | U+01D3  | -          | &#x1D3; &#467;          | ǔ      | U+01D4  | 1-8-88     | &#x1D4; &#468;          | 中国語(拼音)                                                                                     |
| Ǚ      | U+01D9  | -          | &#x1D9; &#473;          | ǚ      | U+01DA  | 1-8-91     | &#x1DA; &#474;          | 中国語(拼音)                                                                                     |
| Ž      | U+017D  | 1-10-10    | &#x17D; &#381;          | ž      | U+017E  | 1-10-23    | &#x17E; &#382;          | チェコ語、スロヴァキア語、スロベニア語、クロアチア語、リトアニア語、フィンランド語、エストニア語 |
| Ǯ      | U+01EE  | -          | &#x1EE; &#494;          | ǯ      | U+01EF  | -          | &#x1EF; &#495;          | スコルト・サーミ語                                                                               |

| 記号 | Unicode | JIS X 0213 | 文字参照       | 備考                               |
| ---- | ------- | ---------- | -------------- | ---------------------------------- |
| ǅ    | U+01C5  | -          | &#x1C5; &#453; | 参照: DŽ                           |
| ǰ    | U+01F0  | -          | &#x1F0; &#496; | アメリカの音声学者が使う記号、/dʒ/ |